# Centreville (Míchigan)
Centreville es una villa ubicada en el condado de St. Joseph en el estado estadounidense de Míchigan. Es sede del condado de St. Joseph. En el Censo de 2010 tenía una población de 1425 habitantes y una densidad poblacional de 368,52 personas por km².

## Geografía
Centreville se encuentra ubicada en las coordenadas 41°55′15″N 85°31′33″O / 41.92083, -85.52583. Según la Oficina del Censo de los Estados Unidos, Centreville tiene una superficie total de 3.87 km², de la cual 3.85 km² corresponden a tierra firme y (0.47%) 0.02 km² es agua.

## Demografía
Según el censo de 2010, había 1425 personas residiendo en Centreville. La densidad de población era de 368,52 hab./km². De los 1425 habitantes, Centreville estaba compuesto por el 93.68% blancos, el 2.88% eran afroamericanos, el 0.14% eran amerindios, el 0.42% eran asiáticos, el 0% eran isleños del Pacífico, el 0.28% eran de otras razas y el 2.6% pertenecían a dos o más razas. Del total de la población el 1.54% eran hispanos o latinos de cualquier raza.